# WUK (Kulturzentrum)

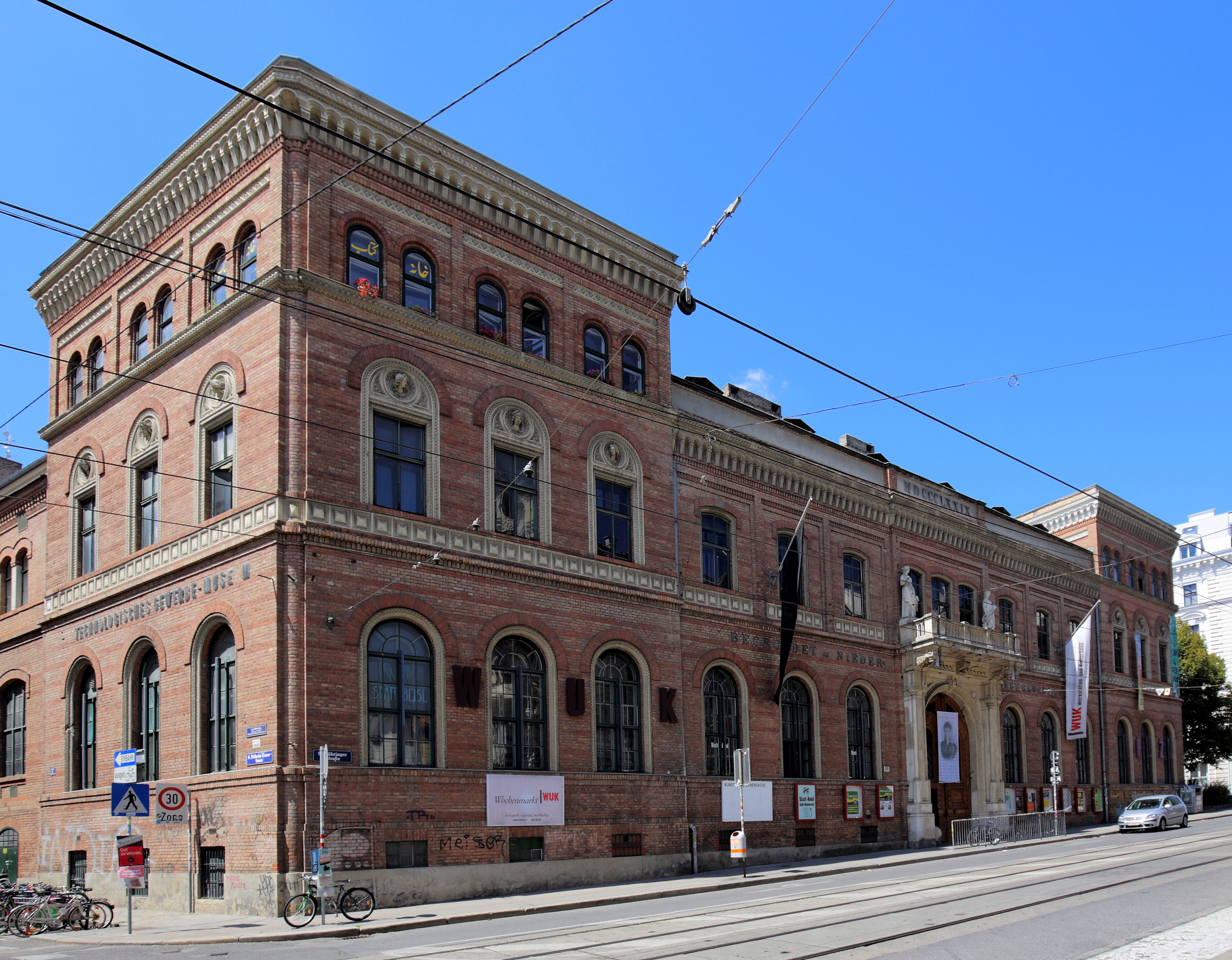
Das WUK (2005)

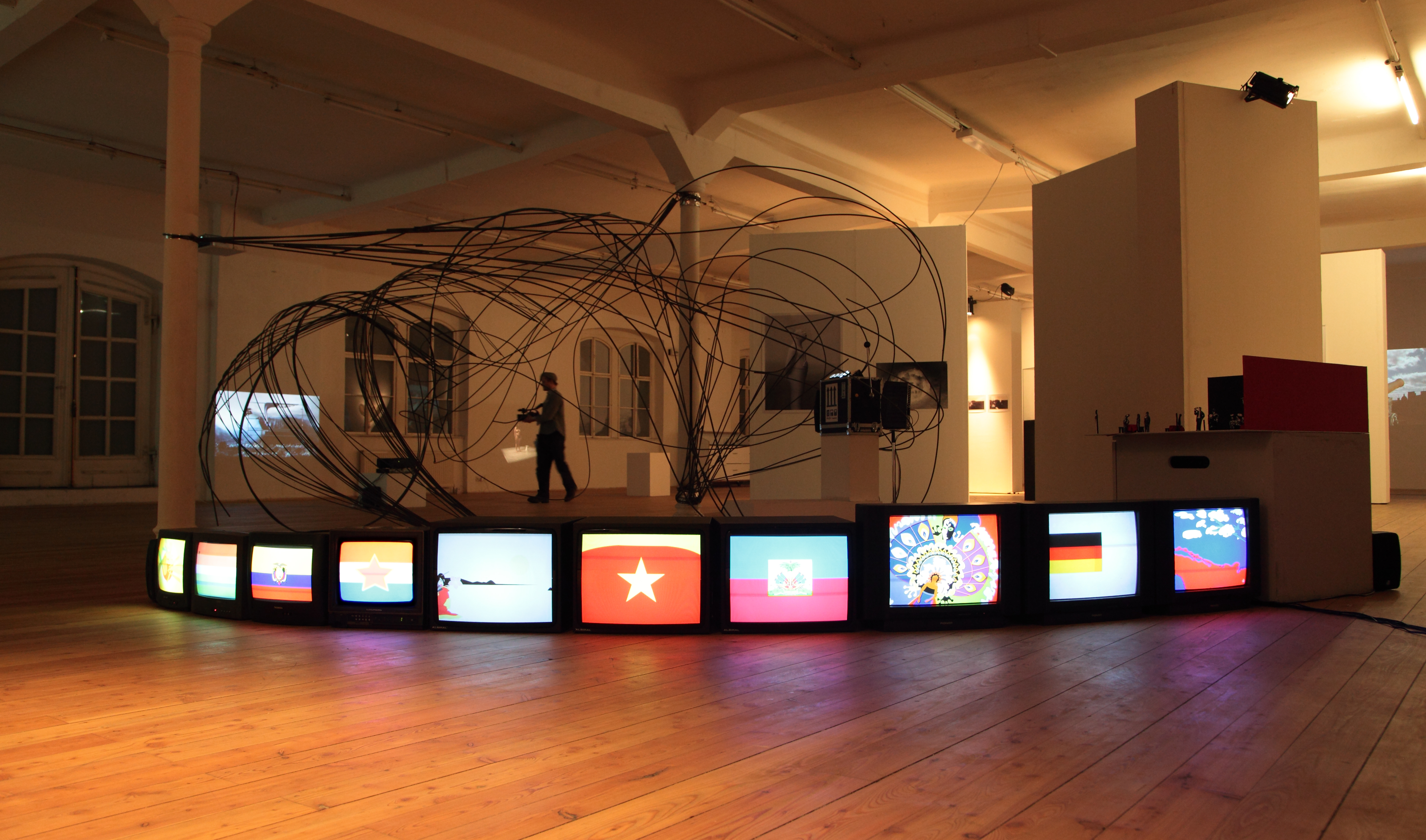
Kunsthalle Exnergasse im WUK

Das WUK (Werkstätten- und Kulturhaus) ist ein alternatives Kulturzentrum in der Währinger Straße 59 im 9. Wiener Gemeindebezirk Alsergrund, untergebracht in dem historischen Baukörper der ehemaligen Maschinenfabriken in Wien-Alsergrund. Mit über 12.000 Quadratmetern Grundfläche gehört es zu den größten Einrichtungen dieser Art in Europa. Im Wesentlichen setzt sich das WUK aus dem WUK Kulturbetrieb, der WUK Bildung und Beratung und dem soziokulturellen Zentrum WUK zusammen.

## WUK Kulturbetrieb
Dieser umfasst die Programmsparten Performing Arts, Musik, Kinderkultur und die Kunsthalle Exnergasse.

## WUK Bildung und Beratung
Es führt und initiiert seit 1983 Bildungs- und Beratungseinrichtungen für am Arbeitsmarkt benachteiligte Menschen. An neun Standorten in Wien und Niederösterreich unterstützen elf Einrichtungen und Projekte jährlich mehr als 2500 Menschen bei ihrem Einstieg in die Arbeitswelt (2012). Angeboten werden Beratungen, Berufsorientierung, Qualifizierung und Beschäftigung.

## Soziokulturelles Zentrum WUK
Es umfasst neben dem Verein, dem WUK Kulturbetrieb und WUK Bildung und Beratung alle autonomen WUK-Strukturen und -aktivitäten. Unter dem Dach der sieben selbstverwalteten Bereiche bildende Kunst, gesellschaftspolitische Initiativen, interkulturelle Initiativen, Kinder und Jugend, Musik, Tanztheaterperformance und Werkstätten finden rund 150 Gruppen, Initiativen und Einzelpersonen (Stand Oktober 2013) ihren Platz. Alle in den autonomen Bereichen zu fällenden Entscheidungen erfolgen in basisdemokratischen Entscheidungsstrukturen und in einem monatlichen Plenum.

### Bereich Bildende Kunst
In diesem Bereich sind u. a. dreizehn Ateliers untergebracht, die sich mit Malerei, Grafik, Installationen, Fotografie und Film beschäftigen. Zwei Ateliers sind für Gäste vorgesehen. Insgesamt arbeiten dort etwa zwanzig Künstler. Neben den Ateliers gehören die Fotogalerie Wien und die Internationale Arbeitsgemeinschaft bildender Künstlerinnen IntAkt zu diesem Bereich.

### Bereich Gesellschaftspolitik
Etwa vierzig Gruppen und Gastgruppen beschäftigen sich u. a. mit Kulturvermittlung, Umweltschutz, Senioren, Selbsthilfe und Menschenrechten.

### Bereich Interkulturelle Initiativen
Allen Gruppen setzen sich für Gleichberechtigung ein und engagieren sich gegen Rassismus. Hier werden Migranten ebenso unterstützt wie Kunst und Kultur vermittelt und gepflegt. Zu den Gruppen gehören u. a. die Flüchtlingshilfe Asyl in Not, die African Cultural Union, das Iranische Kulturhaus sowie der Dachverband für Interkulturelle Initiativen in Wien.

### Bereich Kinder und Jugend
In diesem Bereich gibt es drei Kindergruppen, einen Hort (mit etwa 150 Kindern), die Volksschule Schulkollektiv Wien sowie die SchülerInnenschule (Gesamtschule), zu der auch das Werkcollege (Oberstufenschule) gehört. Die Schulen sind demokratische Schulen und Mitglied der European Democratic Education Community. Die SchülerInnenschule war 1995 Gastgeberin der International Democratic Education Conference.

### Bereich Musik
Siebzehn Proberäume werden von rund vierzig Musikgruppen und weiteren Einzelmusikern aller Musikrichtungen genutzt. Zu diesem Bereich gehört auch ein offenes Tonstudio.

### Bereich Tanz/Theater/Performance
In drei Trainingsräumen arbeiten hier etwa 60 Künstler und Gastkünstler.

### Bereich Werkstätten
In diesem Bereich arbeiten achtzehn Gruppen und viele Einzelkünstler in zwölf Werkstätten und neun Ateliers. Es wird sowohl interdisziplinär experimentiert als auch traditionell handwerklich gearbeitet. Es gibt u. a. Werkstätten für Buch- und Papiergestaltung, Bildhauerei, Tiefdruck, Holz, Metall, Keramik, Fahrrad, Motorrad, Leder und Textil sowie ein Fotolabor.

## Sonstige Institutionen im WUK
Im Gebäude des WUK untergebracht, aber nicht zum Verein WUK gehörend, sind das Café-Restaurant Statt-Beisl, die  FZ Bar und das Kommunikationszentrum für FrauenLesbenMigrantinnen und Mädchen, welches auch als  FZ  (Frauen-Zentrum) bekannt ist. Das FZ ist seit dem Zeitpunkt der Besetzung der „Immobilie WUK“ eine zweite Bestandsnehmerin neben dem WUK und ist auf der Stiege 6 verortet. Es ist ein eigener, autonomfeministischer, öffentlicher, politischer Raum für Frauen und eines der ältesten Frauenzentren in Europa.

## Geschichte

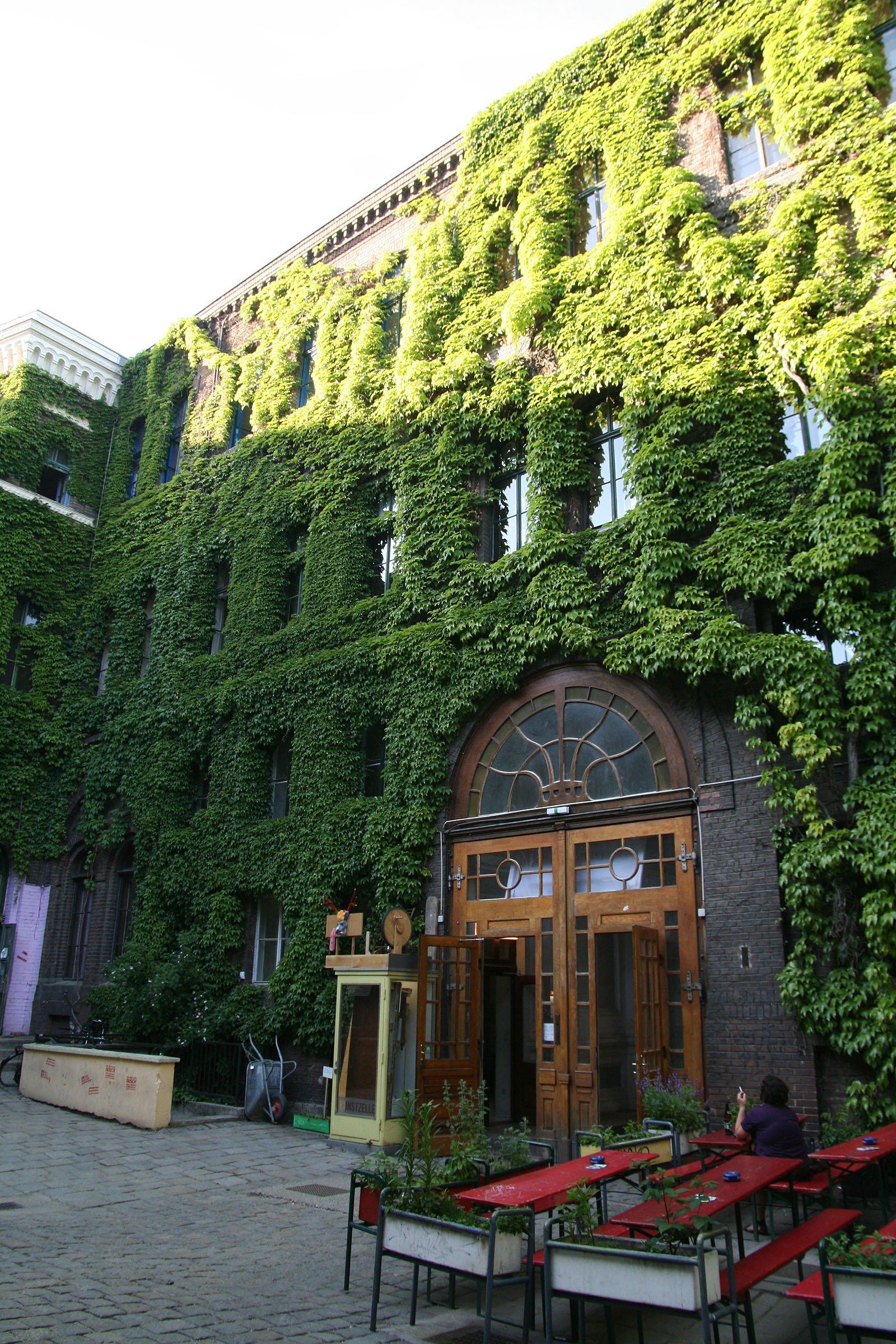
WUK (2011)

### „Lokomotivfabrik“
Der Gebäudekomplex des WUK, die Maschinenfabriken in Wien-Alsergrund, waren anfangs eine Lokomotivfabrik, die im Jahr 1855 vom Schlosser und Industriepionier Georg Sigl (1811–1887) auf dem damaligen grünen Himmelpfortgrund errichtet wurde. An der Währinger Straße gelegen ließ sich der Direktor, wie es den frühindustriellen Gepflogenheiten entsprach, einen Repräsentations- und Wohntrakt errichten. Ab 1861 war Sigl auch Eigentümer der Wiener Neustädter Lokomotivfabrik.
1873 musste er in der Folge des Börsenkrachs seine Wiener Neustädter Fabrik verkaufen und Teile der Wiener Fabrik untervermieten, wie zum Beispiel an die Elektrofabrik Kremenetzky und andere Unternehmen. Die Produktion wurde auf allgemeinen Maschinenbau umgestellt. Umgesetzt wurden nun Projekte der damaligen Wiener Hochkultur, wie zum Beispiel die Bühnenmaschinerie für die Wiener Staatsoper und Eisenkonstruktionen für die Votivkirche.

### Lehr- und Forschungsbetrieb
1884 zog das Technologische Gewerbemuseum (TGM), von Wilhelm Exner initiiert und vom niederösterreichischen Gewerbeverein unterstützt, in die ehemalige Fabrik ein. Im Jahr 1905 übernahm der Bund das TGM, da der Gewerbeverein den Unterhalt der Ausbildungsstätte nicht mehr finanzieren konnte. 1933 wurde die umfangreiche technische Sammlung des TGM in das Technische Museum übersiedelt.
Aufgrund der in den 1970er Jahren geburtenstarken Jahrgänge, dem sogenannten „Bildungsboom“ und der überdies mittlerweile überalterten Infrastruktur und technischen Einrichtungen, wurde ein Neubau im 20. Wiener Gemeindebezirk Brigittenau beschlossen. In den Jahren 1979/80 war das neue Schulgebäude fertig und das TGM übersiedelte.

### 1970er Jahre

#### Von den Besetzungen als Wendepunkt …
Amerlinghaus
Die Stadtentwicklung der 1970er war geprägt von einer Abriss- und Neubaupolitik. Anfang der 1970er sollten großflächig Ensembles des Spittelbergs abgetragen und an deren Stelle Gemeindebauten errichtet werden. Bürgerproteste verhinderten das vorerst und der Spittelberg wurde 1973 unter Schutz gestellt. Die nun im Eigentum der Gemeinde Wien stehenden Gebäude waren in desolatem Zustand, eine Renovierung des Stadtviertels war angekündigt. Im Sommer 1975 kam es zur Besetzung des Amerlinghauses durch Anrainer aus der Nachbarschaft und einer Gruppe von Architekturstudenten und Künstlern. Sie forderten von der Stadt Wien, ein Kommunikations- und Kulturzentrum zu ermöglichen und zu finanzieren, das mit einem Konzept der Selbstverwaltung betrieben werden sollte. Nach langen Verhandlungen mit den verantwortlichen Politikern rund um Kulturstadträtin Gertrude Fröhlich-Sandner und dem Akzeptieren einiger Auflagen, wurde drei Jahre nach der Besetzung im Frühjahr 1978 dem Verein Kulturzentrum Spittelberg das frisch renovierte Haus übergeben.
Arena
Mitte der 1970er begannen Planungen, nach denen der Wiener Naschmarkt einer Autobahn weichen und als künftiger Großmarkt an den Stadtrand übersiedelt werden sollte. Das Spittelbergviertel war zwar seit 1973 unter Schutz gestellt, verfiel zusehends weiter (siehe oben). Andererseits fehlten in Wien Orte für die Alternativ- und Gegenkultur, die nicht der Hochkultur zuzurechnen waren und fehlte es an ganzjährig betriebenen alternativen Jugendkulturzentren.
Die Arena gab es seit 1970 und war im ursprünglichen Sinn eine Veranstaltungsreihe der Wiener Festwochen. Im Jahr 1975 wurde erstmals der Auslandsschlachthof, Teil des aufgelassenen Schlachthof St. Marx, als Arena bespielt. Nach Willen der Wiener SPÖ sollte der Auslandsschlachthof von der Stadt Wien an die Textilkette Schöps übertragen werden. 1976 fanden Architekturstudenten der Klasse Peichl die bereits vorliegenden Abbruchpläne.
Am Abend des 27. Juni 1976, dem letzten Veranstaltungstag der Festwochen, wurde in der Arena das Musical Schabernack der Gruppe Misthaufen aufgeführt, das sich mit dem geplanten Autobahn-statt-Naschmarkt-Projekt auseinandersetzte. Nach dem Musical verteilten die Architekturstudenten Flugblätter mit der Parole „Der Schlachthof darf nicht sterben.“, und die Besucher wurden aufgefordert zu Bleiben.
Zur gleichen Zeit wie die Veranstaltung in der Arena wurde an anderer Stelle des Schlachthofgeländes mit einem „Fest gegen die Schleifung des Naschmarkts“ demonstriert. Die auftretenden Gruppen Schmetterlinge rund um Willi Resetarits und Beatrix Neundlinger und Keif riefen nach ihren Konzerten ihr Publikum auf, in die Arena zu übersiedeln. Was als Rettungsaktion für den Naschmarkt begann, ging in die Besetzung der Arena über, die bis in den Herbst (1976) andauerte. Wiederum war es an Kulturstadträtin Fröhlich-Sandner eine Lösung zu finden, die den „jungen Menschen die Chance geben [wollte], sich selbst zu verwirklichen“, andererseits aber die Interessen der Stadt Wien mit aufrechten Verträgen mit der Textilkette Schöps und einer Tiefkühlfirma einzuhalten.
Die zwei Bürgerinitiativen zur Rettung des Naschmarktes und zur Rettung des Spittelberges brachten eine Art Trendwende in die Stadtpolitik. Mit einem Kompromiss im Gemeinderat wurde der Naschmarkt in der Form, wie er heute noch besteht, gerettet. Die Arena als selbstverwaltetes Kulturzentrum musste aber weichen und wurde ein Jahr später im kleineren Inlandsschlachthof angesiedelt. An die früheren Erfolge konnte nicht mehr angeknüpft werden.
Die Besetzung der Arena, die an diesem Abend des Juni 1976 ihren Anfang nahm, sowie schon ein Jahr zuvor die Besetzung des Amerlinghauses, die den Beginn weiterer Besetzungen und daraus entstehende Selbstverwaltungsbetriebe wie das WUK einläuteten, kamen daher nicht überraschend.
Was geht bzw. angeblich nicht geht, war jedoch nach Amerlinghaus und Arena nicht mehr so klar. In Wien, aber auch darüber hinaus, gab es zahlreiche Projekte, für die im Grunde die Arena die Initialzündung oder den Durchbruch bedeutete. In Wien folgten noch die Hausbesetzung Gassergasse und durch die sogenannten Ägidi-Spalos die Besetzung des Häuserblocks Ägidi-/Spalowskygasse in Mariahilf. Das WUK wurde in diesem Klima der 1970er als selbstverwaltetes Kulturzentrum geschaffen.

#### … zum WUK
Im Jahr 1978, als der Auszug des TGM bevorstand und bereits abzusehen war, dass die Gemeindeparteien die Immobilie „sinnvoll als Grünfläche mit Tiefgarage oder als Wohnhausanlage verplanen“ wollten und der Bund an den Einzug universitärer Institutionen dachte, formierte sich eine Bürgerinitiative um das historische, denkmalgeschützte Ensemble zu erhalten und einer breiten Nachnutzung zugänglich zu machen. So trafen sich unter dem Motto „Rettet das TGM“ Personen aus den Berufsbereichen der Sozialarbeit, Künste, Architektur und Lehrende, dazu Vertreterinnen aus Frauengruppen ebenso wie Studierende und bereits in Pension stehende Personen. Ziel war es, die inhaltlichen und materiellen Voraussetzungen für einen alternativen und autonomen Kulturbetrieb zu schaffen.
1979 wurde der Verein zur Schaffung offener Kultur- und Werkstättenhäuser (WUK) gegründet, im Februar wurde mit einem ersten Parkfest auf sich aufmerksam gemacht. Wöchentliche Treffen fanden im Amerlinghaus statt, es gab Pressekonferenzen und Unterschriftenaktionen, Informationsstände und Postwurfsendungen. Ein Vereinsblatt WUK-Info wurde herausgegeben. Helmut Zilk, damals Kulturstadtrat, erkannte das Potential der Initiative und subventionierte den Verein mit 2.500 Schilling (nach heutiger Kaufkraft etwa 430 Euro) für die Öffentlichkeitsarbeit.
1997 erhielt das WUK bereits eine Subvention von 6,75 Millionen Schilling (das sind etwa 490.000 Euro) und für das Jahr 2013 wurden 130.000,- Euro genehmigt.

### 1980er Jahre

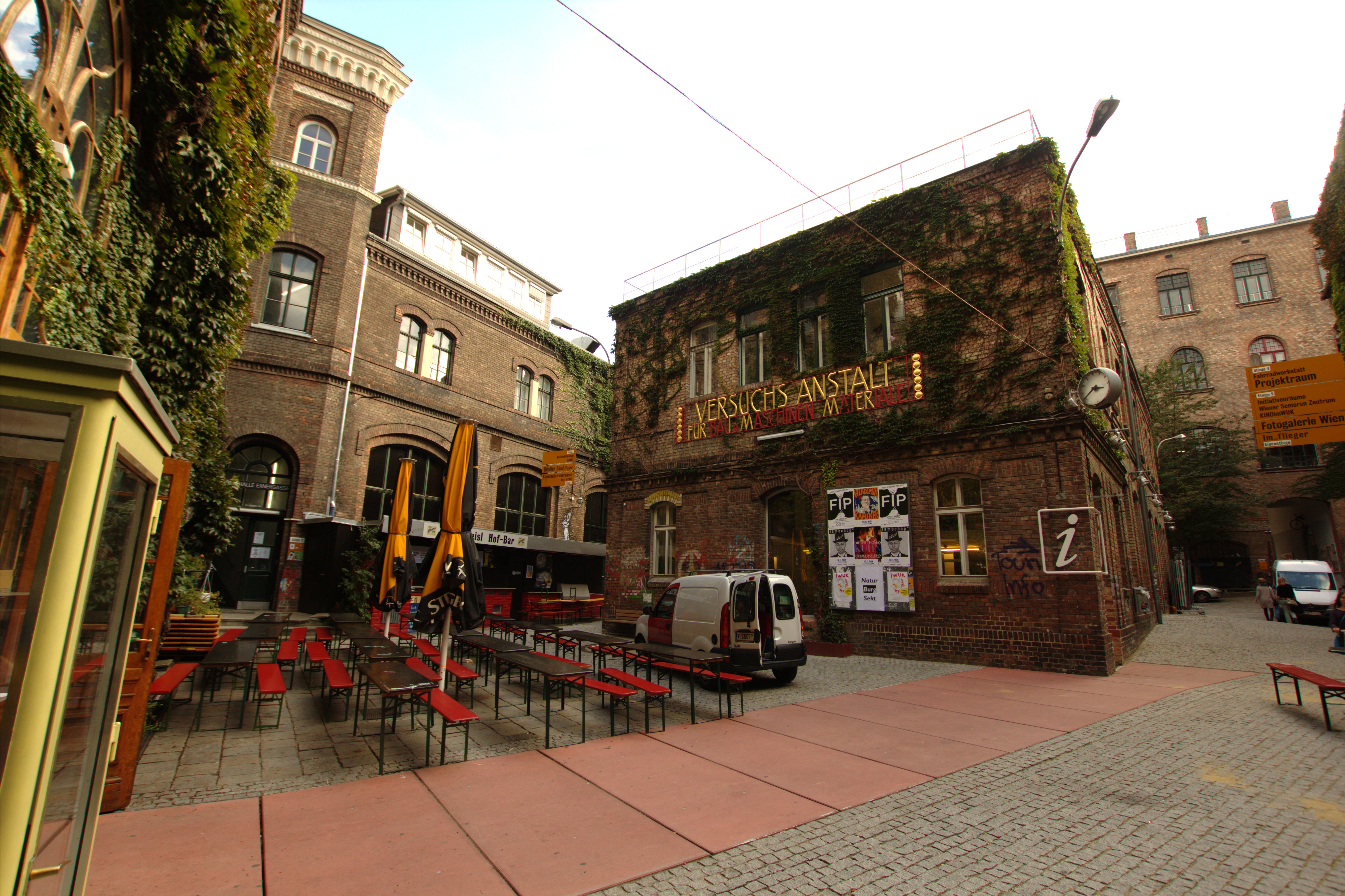
Innenhof (2012)

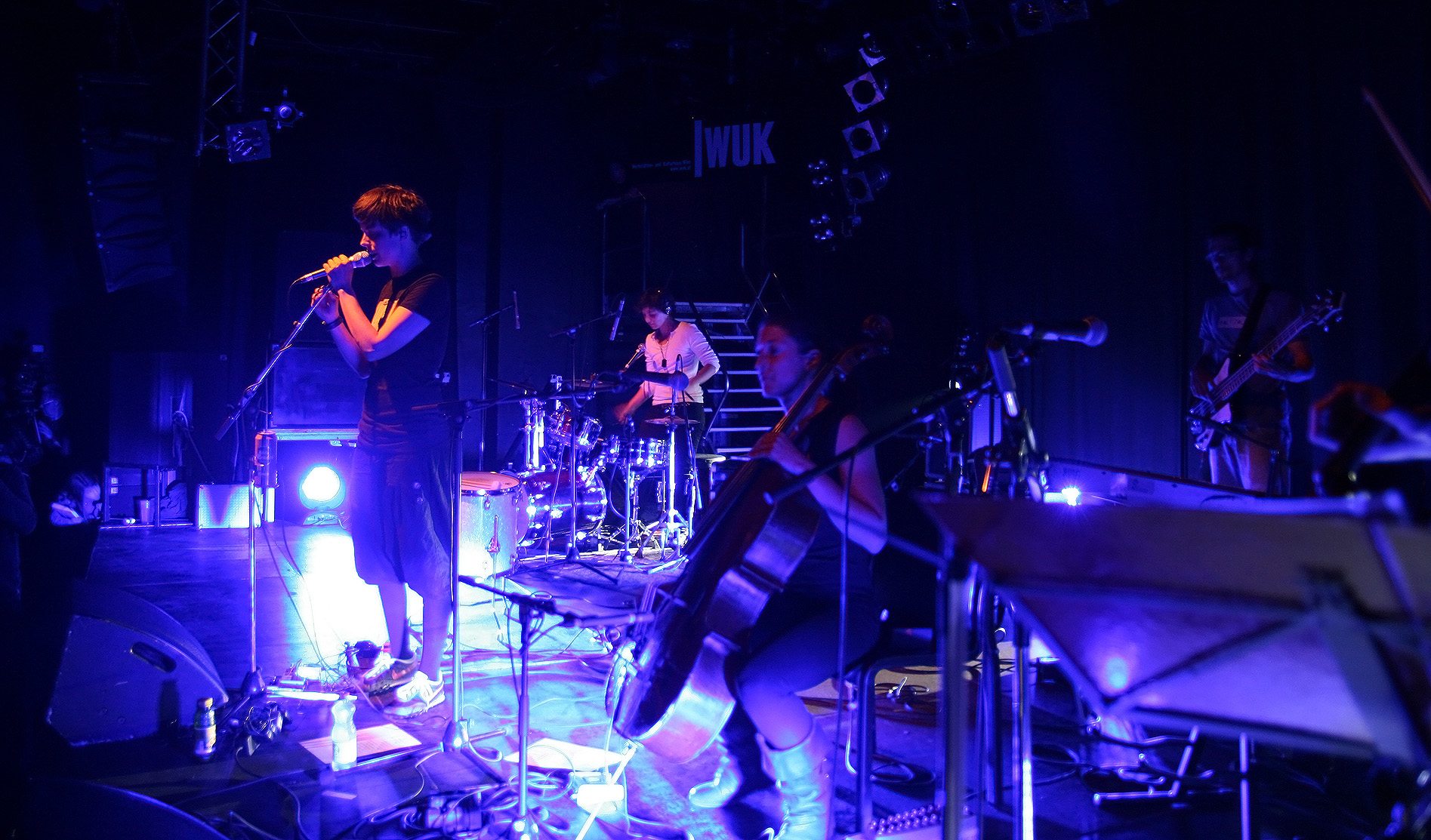
Clara Luzia, Konzert im Großen Saal (2011)

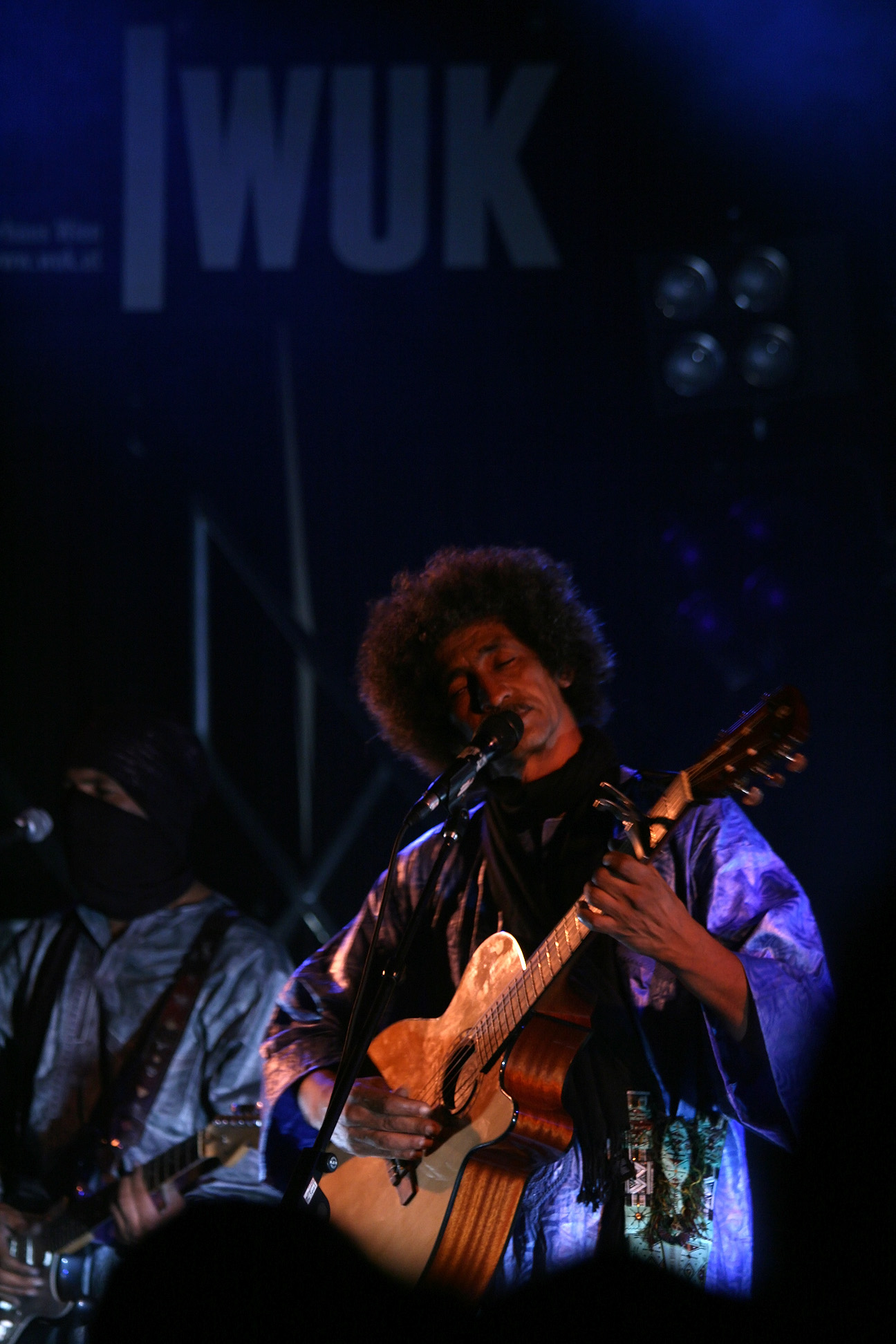
Tinariwen, Konzert im Großen Saal (2011)

Am 10. Mai 1980 wurde vor der Staatsoper ein „Kehraus der verstaubten Hochkultur“ abgehalten. Am 4. Juni folgte mit „Uns fehlt ein Dach über dem Kopf“ vor dem Gebäude des TGM, in dem zwischenzeitlich der schrittweise Verfall „des geschichtsträchtigen Hauses“ einsetzte, eine weitere Aktion. Ebenfalls 1980 wurde ein WUK-Mitgliederseminar in Bernstein zur Schulung in Organisation und Selbstverwaltung abgehalten.
1981 wurde das Gebäude des ehemaligen TGM durch Aktivisten des Vereins besetzt, schließlich erfolgte die Schlüsselübergabe an den Verein unter dem Versprechen von Bürgermeister Gratz dem WUK das TGM zur provisorischen Nutzung zu überlassen. Auch bei Bundeskanzler Kreisky erregte das Projekt Aufmerksamkeit, der sich darüber informieren ließ. Es erfolgte die Besiedlung des Hauses von diversen WUK-Gruppen und Vereinen wie dem Verein Frauenkommunikationszentrum und es begannen erste Putz- und Restaurierungsmaßnahmen. Am 3. Oktober wurde das Eröffnungsfest abgehalten. Mit Datum 20. November erhielt der Verein eine Subvention in der Höhe von einer Million Schilling (nach heutiger Kaufkraft etwa 150.000 Euro), für die Helmut Zilk als Privatbürge eingesprungen war.
Am 10. Februar 1982 wurde in einer Generalversammlung ein zwölfköpfiger Vorstand gewählt, dem der Gründungsobmann Walter Hnat vorstand: „Für das Recht auf Teilnahme am kulturellen Leben für alle und gegen alles, was dies aufhält!“ Es folgten noch Plenen in unbeheizten Räumen, permanente Neuaufnahmen von Gruppen sowie Putz- und Aufbaubauwochen. Im Rahmen dieser Wochen putzte am 16. Juli auch Stadtrat Helmut Zilk ein Fenster im Zentrum. Veranstaltungen des Jahres 1982 waren antifaschistisch, solidarisch, pädagogisch, ohne Maulkorb, „etwas frech und nicht zu bieder“ etc. und nannten sich zum Beispiel „Das WUK ist kein Hotel“, „Wer da aller auf die Chefs wartet?“, sowie von der Gruppe Atheismus „Das jüngste Gericht tagt nicht“. Flohmärkte, Blumenaktionen, und das „Kinderhaus-Eröffnungsfest“ rundeten das Jahresprogramm ab.

### 21. Jahrhundert
Im Oktober 2011 feierte das WUK sein 30-jähriges Bestehen unter dem Motto „WUK 30 – und es wächst“. Eine Woche lang präsentierte das WUK ein Programm entlang seiner Themenschwerpunkte, das von „der Basis“ aus, den Gruppen, Initiativen und Künstlern, die im WUK ihre Heim- und Arbeitsstätte haben, gestaltet wurde.

## Walter Hnat
Walter Hnat gilt als Mitglied der Arena-Bewegung (1970er Jahre) und einer der Gründerväter des WUK. Als Gründungsobmann war der im Jahr 1920 geborene Senior immer integrativer Teil zwischen den Generationen im WUK.
Im Juni 2001 wurde der damals 81-jährige Obmann des Wiener Seniorenzentrums im WUK mit dem Goldenen Verdienstzeichen des Landes Wien geehrt.
Am 1. Dezember 2009 verstarb Walter Hnat im 90. Lebensjahr. Ihm zu Ehren wurde am 18. März 2010 eine Erinnerungsveranstaltung unter dem Motto „Nicht locker lassen! – Hommage an Walter Hnat und das WUK“ abgehalten.

## WUK als Verein

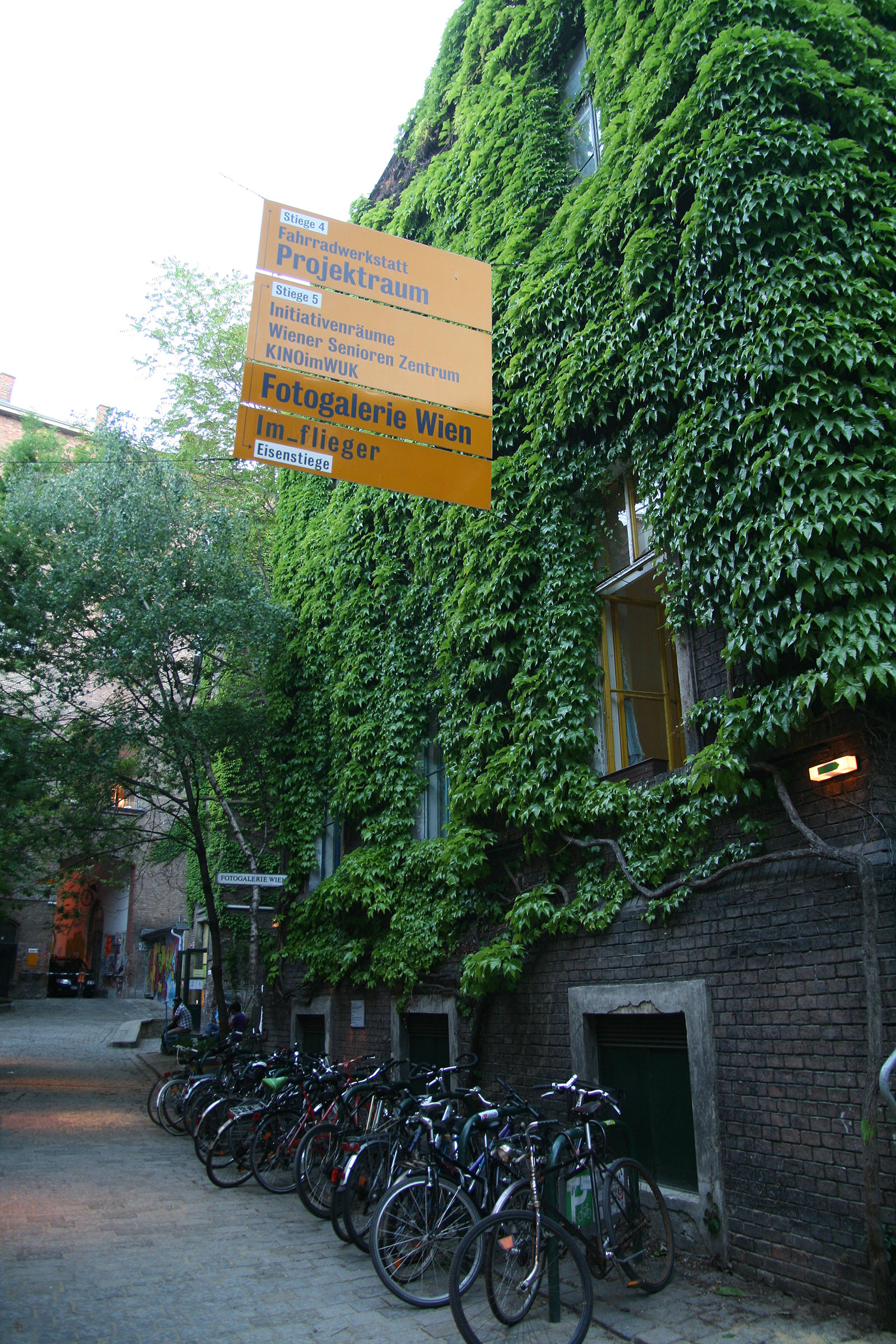
WUK (2011)

Der Verein zur Schaffung offener Kultur- und Werkstättenhäuser ist wie schon zu Beginn der Rechtsträger des WUK und wird von einem sechsköpfigen Vorstand geleitet, der die strategische Ausrichtung entscheidet. Alle zwei Jahre wird auf der jährlich stattfindenden Generalversammlung der Vorstand neu gewählt. Ordentliche Mitglieder können nur physische Personen werden. Aktuell (Mai 2019) hat der WUK-Verein rund 650 Mitglieder.

## Zitate

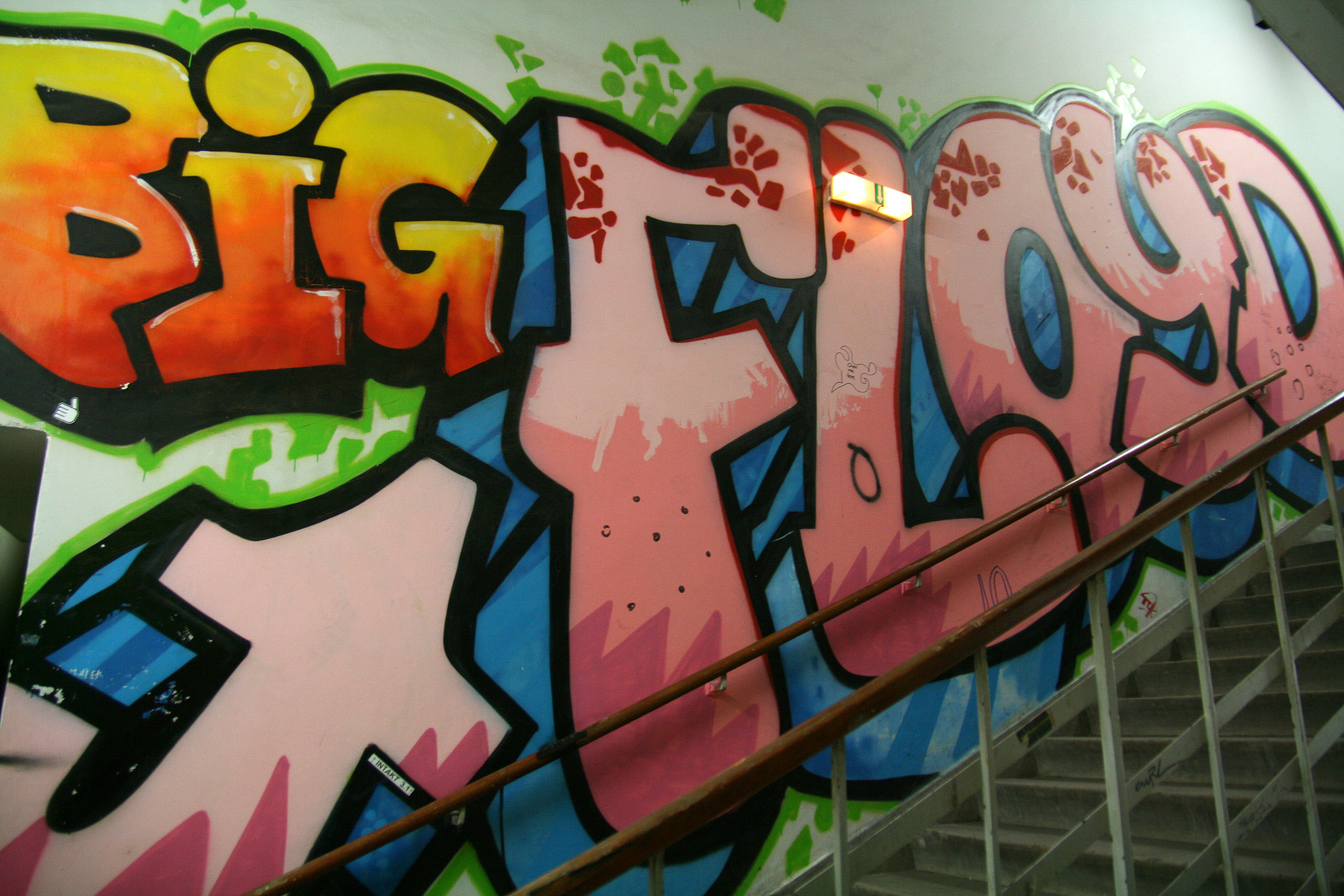
Graffiti im Inneren eines der Gebäude (2010)

Zur Entstehung des WUK

„Erwiesenermaßen fehlt es an Kulturstätten, die eine Alltagskultur als Lebenspraxis fördern und soziale Modelle erproben, welche gemeinschaftsbezogenes Verhalten unterstützen. In einem offenen Kultur- und Werkstättenhaus sieht der Verein eine Möglichkeit, diesen Mangel weitgehend zu beheben und im TGM einen solchen Modellfall zu schaffen.“

Zur Idee hinter dem WUK

„Als Alternative zu (mehr oder minder) geschlossenen ‚Musentempeln‘ sind mithin, wie bisherige Bemühungen und Erfahrungen in mehreren Ländern, aber auch in Österreich bekunden, offene Kulturhäuser zu entwickeln. Ihr Kulturbegriff soll nicht mehr von ‚musischer Bereicherung‘, sondern von sozialem Interesse getragen sein und ist daher, entgegen den üblichen spartenspezifischen Attraktionen, in bewusstem Ineinandergreifen vielfältiger Aktivitäten zu prägen. Inhalte wie Gestaltungs- und Vermittlungsformen sind entgegen bisheriger Basisfremdheit nun konkret lebensbezogen zu entwickeln. Zugleich sind alle Kulturprozesse, einschließlich der künstlerischen, als aktive wie aktivierende Arbeitsprozesse nachzuweisen (in vielsagend zahlreichen Fällen ja überhaupt erst zu ermöglichen!), so dass solche Kulturhäuser auch ebenbürtig offene Werkstättenhäuser sein müssen. Kulturelle werden organisch mit anderen sozialen Aktivitäten verbunden.“

„Das WUK ist ein offener Kulturraum, ein Raum für die gelebte Verbindung von Kunst, Politik und Sozialem. Darin manifestiert sich ein erweiterter Kulturbegriff, der über die Bedeutung von Kultur im Alltagssprachlichen hinausweicht.“

## Umfassende Gebäudesanierung 2023
2023 war das WUK teil- und zeitweise für Umbauarbeiten gesperrt – voller Betrieb soll im November wieder aufgenommen werden. Ende Januar 2024 wurde die Sanierung des WUK abgeschlossen.
Die Umbauten betrafen Fenster, Fassade, Dächer, Elektro- und Wasserleitungen, Heizung und Sanitärräume. Eine Brandmeldeanlage kam neu, Fluchtwege wurden optimiert. 2 neue Aufzüge schaffen barrierefreien Zugang. Ein neues Lüftungs- und Kühlungssystem arbeitet die Abwärme in Veranstaltungsräumen ab. Das Dach des Verwaltungsgebäudes wurde begrünt, um im Sommer zu kühlen. Am Dach des Severin,-Trakts (in ihm sind 2 Schulen und die Malateliers untergebracht) installierte Photovoltaik soll über 30 % des eigenen Strombedarfs liefern. Der seit 60 Jahren im Hof wachsende Wilde Wein wurde von den Fassaden abgenommen und wegen lokal günstiger Klimawirkung wieder befestigt. Im denkmalgeschützten Währinger-Trakt wurde unter Farbe vergoldete Decken-Stuckatur entdeckt und instand gesetzt.
Das Gebäude des WUK bildet einen Häuserblock. Ebenfalls nach der jeweils anliegenden Gasse/Straße benannt sind Exner- und Prechtl-Trakt.

## Weitere Standorte
Stand September 2023:
- WUK work.space – Eva-Zilcher-Gasse 2, 1100 Wien
- WUK Bildung und Beratung – Bräuhausgasse 37, 1050 Wien